# Поцелуй смерти (фильм, 1995)
«Поцелуй смерти» (англ. Kiss Of Death) — вольный ремейк классического нуара 1947 года, выпущенный в 1994 году.

## Сюжет
Джимми Килмартин вышел из тюрьмы и решил завязать с прошлым. Но не тут-то было, полицейские решили сделать его «стукачом» и внедрить в одну из банд Нью-Йорка.

## В ролях
- Дэвид Карузо — Джимми Килмартин
- Сэмюэл Л. Джексон — Кельвин Харт
- Николас Кейдж — Браун младший
- Хелен Хант — Бэв Килмартин
- Кэтрин Эрбе — Рози Килмартин
- Стэнли Туччи — Фрэнк Зиоли
- Майкл Рапапорт — Ронни Ганнон
- Винг Рэймс — Омар
- Энн Мира — Мать Бэв
- Роман Князев — Биг Кинг